# Primo Franchini
Primo Franchini (* 30. April 1941 in Faenza) ist ein ehemaliger italienischer Radrennfahrer und Sportlicher Leiter.

## Sportliche Laufbahn
Franchini war Straßenradsportler. Als Amateur gewann er die Eintagesrennen Gran Premio Comune di Cerreto Guidi 1965 und Coppa Ricami e Confezioni Pistoiesi 1966.
1967 wurde er Berufsfahrer im Radsportteam Germanvox-Wega und blieb bis 1970 als Radprofi aktiv. Den Giro d’Italia bestritt er viermal. 1969 wurde er 65., 1970 94., 1967 und 1968 war er ausgeschieden. Als Radprofi hatte er keine Erfolge zu verzeichnen. In den Rennen der Monumente des Radsports war der 55. Platz im Rennen Mailand–Sanremo 1970 sein bestes Resultat.
1970 wurde er Sportlicher Leiter und war in verschiedenen Teams wie Magniflex-Torpado, Alfa Lum, Mercatone Uno-Medeghini, Brescialat-Ceramiche Refin und Ceramiche Refin tätig.